# Dinastia zakaride
Gli Zakaridi (armeno: Զաքարյաններ, "Zak'aryanner"), noti anche con il loro soprannome in georgiano Mkhargrdzeli (georgiano: მხარგრძელი), furono una nobile dinastia armeno–georgiana che era una diramazione della Casa Armena reale di Artsruni.
Il loro nome in georgiano, Mkhargrdzeli, o in armeno Երկայնաբազուկ (Yerkaynbazuk), significava "dalle braccia lunghe".
Una leggenda di famiglia riporta che questo nome fosse in riferimento al loro antenato achemenide Artaserse II il "Longimano" (404-358 a.C.).
La famiglia era costituita da Zakaria e Ivane della famiglia armena zakaride, nota in Georgia come Mkhargrdzeli.

## Origine
Quando il re georgiano Davide IV il Restauratore liberò queste terre dalla morsa selgiuchide, gli Zakaridi divennero fedeli vassalli dei Bagratidi georgiani.
Di conseguenza, essi ottennero maggiore importanza come comandanti militari e sponsor di attività culturali sia nei territori armeni sia in quelli georgiani.
Zakaria e Ivane furono i più importanti rappresentanti della famiglia e riuscirono a liberare numerosi distretti armeni grazie all'aiuto di nobili signori musulmani georgiani; furono gli artefici delle vittorie militari georgiane al tempo della regina Tamara di Georgia (1184-1212/3).
All'incirca nello stesso periodo, Ivane si convertì al Cristianesimo ortodosso georgiano, mentre Zakaria rimase di fede apostolica armena.
Entrambi i fratelli lasciarono numerose iscrizioni bilingui lungo le terre del confine armeno-georgiano ed edificarono numerose chiese e forti, come il Monastero di Harichavank e il Monastero di Akhtala nell'Armenia settentrionale.